# Integración horizontal
En microeconomía y dirección estratégica, la integración horizontal es una estrategia de nivel corporativo utilizada por empresas, mediante la cual éstas deciden enfocarse en operar en una única industria y adquirir a sus competidores o fusionarse con ellos.
Entre los beneficios que aporta a una compañía se encuentran: la reducción de costos, una menor rivalidad dentro de la industria, la mejora en la diferenciación de los productos, y la mejor posición de la empresa para negociar con sus proveedores, así como todas las propias de las economías de escala. Otro aspecto que mejoran la eficiencia es la adquisición de activos intangibles de su competencia (como patentes).
Contrasta con la integración vertical.
Un monopolio creado a través de integración horizontal se llama monopolio horizontal.

## Un ejemplo
La GAP Inc. corporación de venta de productos textiles constituye un buen ejemplo de un negocio que practica la integración horizontal. GAP inc. controla tres compañías distintas, Banana Republic, Old Navy, y la marca GAP propiamente dicha. Cada compañía posee tiendas que venden prendas diseñadas a satisfacer las necesidades de diferentes grupos. Banana Republic vende ropa de más alto costo con una imagen de gama alta, las tiendas GAP venden ropa de precios moderados que se dirijan a hombres y mujeres de todas las edades y Old Navy vende prendas baratas orientadas especialmente a niños y jóvenes, sin excluir el resto de edades. Utilizando estas tres compañías, GAP Inc. ha tenido mucho éxito controlando un amplio segmento de la venta minorista en el sector textil.
A finales de los años 90 el sector financiero experimentó una importante integración horizontal, con muchas fusiones entre compañías en bancos de clientes, de inversión y compañías de seguros.